# Terumi Hashimoto
Terumi Hashimoto (jap. 橋本照己, Hashimoto Terumi) – były japoński skoczek narciarski. Tylko raz zdobył punkty PŚ – 25 stycznia 1987, zajmując 15. miejsce w konkursie w Sapporo.

## Puchar Świata w skokach narciarskich

### Miejsca w klasyfikacji generalnej
| Sezon     | Miejsce |
| --------- | ------- |
| 1986/1987 | 85.     |